# Caratê nos Jogos Mundiais de 2013
As competições de caratê nos Jogos Mundiais de Cali-2013 ocorreu nos dias 25, 26 e 27 de Julho, no Coliseo Evangelista Mora.

## Quadro de Medalhas
| Ordem | País           | Medalha de ouro | Medalha de prata | Medalha de bronze |    |
| ----- | -------------- | --------------- | ---------------- | ----------------- | -- |
| 1     | Colômbia       | 3               | 1                |                   | 4  |
| 2     | Japão          | 3               |                  | 1                 | 4  |
| 3     | França         | 2               | 2                |                   | 4  |
| 4     | Alemanha       | 1               | 1                |                   | 2  |
| 4     | Venezuela      | 1               | 1                |                   | 2  |
| 6     | Azerbaijão     | 1               |                  | 1                 | 2  |
| 7     | Turquia        | 1               |                  |                   | 1  |
| 8     | Egito          |                 | 3                | 2                 | 5  |
| 9     | Brasil         |                 | 1                |                   | 1  |
| 9     | Croácia        |                 | 1                |                   | 1  |
| 9     | Equador        |                 | 1                |                   | 1  |
| 9     | Vietname       |                 | 1                |                   | 1  |
| 13    | Austrália      |                 |                  | 2                 | 2  |
| 14    | Grécia         |                 |                  | 1                 | 1  |
| 14    | Itália         |                 |                  | 1                 | 1  |
| 14    | Marrocos       |                 |                  | 1                 | 1  |
| 14    | Peru           |                 |                  | 1                 | 1  |
| 14    | Rússia         |                 |                  | 1                 | 1  |
| 14    | Estados Unidos |                 |                  | 1                 | 1  |
| TOTAL | TOTAL          | 12              | 12               | 12                | 36 |

## Medalhistas

### Classe Kumite
| Evento                       | Ouro                         | Prata                        | Bronze                        |
| Até 60 kg masculino          | COL Andres Llanos            | BRA Douglas Santos Brose     | MAR El Mehdi Benrouida        |
| Até 65 kg masculino          | COL Jose Gutierrez           | EGY Magdy Mamdouh Mohamed    | AUS Tsuneari Yahiro           |
| Até 70 kg masculino          | VEN Jean Peña                | JPN Shinji Nagaka            | EGY Tamer Morsy               |
| Até 75 kg masculino          | GRE Michael-Georgios Tzanos  | JPN Diego Vandeschrick       | JPN Kou Matsuhisa             |
| Até 80 kg masculino          | TPE Hao-Yun Huang            | RUS Islamutdin Eldarutschew  | GRE Konstantinos Papadopoulos |
| Mais de 80 kg masculino      | GER Jonathan Horne           | GRE Spyridon Margaritopoulos | MNE Almir Cecunjanin          |
| Aberto (Openweigh) masculino | KAZ Khalid Khalidow          | EGY Kestha Hany              | MNE Almir Cecunjanin          |
| Até 53 kg feminino           | CRO Jelena Kovačević         | TPE Chen Yen Hui             | TUR Gulderen Celik            |
| Até 60 kg feminino           | RUS Maria Sobol              | SVK Eva Medwedjowa Tulejiowa | TPE Chang Ting                |
| Mais de 60 kg feminino       | BIH Arnela Ondzaković        | FRA Tiffany Fanjat           | GER Silvia Sperner            |
| Aberto feminino              | SVK Eva Medwedjowa Tulejiowa | NZL Letitia Carr             | CRO Ema Aničić                |

### Classe Kata
| Evento         | Ouro                      | Prata                   | Bronze             |
| Kata masculino | VEN Antonio Fernandez     | EGY Ibrahim Magdy Ahmed | JPN Ryo Kiyuna     |
| Kata feminino  | FRA Sandy Brigitte Scordo | VNM Hoang Ngan Nguyen   | ITA Sara Battaglia |